# PDC Pro Tour 2011
Die PDC Pro Tour 2011 war die zehnte Austragung der Dartsturnierserie von der PDC. Sie beinhaltete die UK Open Qualifiers und die Players Championships. Insgesamt wurden 39 Turniere und damit 6 weniger als im Vorjahr ausgetragen – 31 Players Championships und 8 UK Open Qualifiers.
Dieser Artikel enthält auch die PDC Youth Tour als erstes Secondary Tour Event der PDC sowie die Non-UK Affiliate Tours der PDC.

## PDC Tour Card
Zur Saison 2011 führte die PDC das Tour Card-System ein. Um die Turniere der PDC Pro Tour spielen zu dürfen muss man über eine PDC Tour Card verfügen. Diese ist zwei Jahre gültig.
Insgesamt werden 128 Tour Cards vergeben:
- (101) – Top 101 der PDC Order of Merit nach der PDC-Weltmeisterschaft 2011
- (2) – 2 Finalistinnen der PDC-Damen-Weltmeisterschaft 2010 ( Stacy Bromberg und  Tricia Wright)
- (25) – 25 Qualifikanten von der Q-School 2011 (siehe unten)

Ursprünglich wurden auch den Halbfinalisten der BDO-Weltmeisterschaft 2011 Tour Cards angeboten, alle vier lehnten dieses Angebot jedoch ab.

### Q-School
Über die Q-School wurden die übriggebliebenen Tour Cards vergeben. Sie fand vom 13. bis 16. Januar 2011 in der Robin Park Arena in Wigan statt.
Folgende Spieler konnten sich eine Tour Card für zwei Jahre erspielen:
| Tag 1 – 13. Januar                                            | Tag 2 – 14. Januar                                        | Tag 3 – 15. Januar                                      | Tag 4 – 16. Januar                              |
| UK Q-School                                                   | UK Q-School                                               | UK Q-School                                             | UK Q-School                                     |
| ------------------------------------------------------------- | --------------------------------------------------------- | ------------------------------------------------------- | ----------------------------------------------- |
| James Richardson Shane O’Connor Shaun Griffiths Dave Chisnall | Devon Petersen Michael Rosenauer Brian Woods Magnus Caris | Matt Jackson Dyson Parody Mickey Mansell John Henderson | Mick Todd Peter Hudson Ian Jopling Prakash Jiwa |

Die übrig gebliebenen Tour Cards wurden über die Q-School Order of Merit an folgende Spieler vergeben:
UK Q-School Order of Merit
1. Andy Brown
2. Adam Smith-Neale
3. Mark Jodrill
4. Jason Crawley
5. Terry Temple
6. Mark Jones
7. Ken Dobson
8. Jimmy Mann
9. Paul Rowley

## Preisgeld
Die Preisgelder der Players Championships und UK Open Qualifiers wurden beide erhöht.
Sie unterteilten sich wie folgt:
| Runde         | Players Championships | UK Open Qualifiers |
| ------------- | --------------------- | ------------------ |
| Sieg          | £ 6.000               | £ 6.000            |
| Finale        | £ 3.000               | £ 3.000            |
| Halbfinale    | £ 2.000               | £ 2.000            |
| Viertelfinale | £ 1.000               | £ 1.000            |
| Achtelfinale  | £ 600                 | £ 600              |
| Letzte 32     | £ 400                 | £ 400              |
| Letzte 64     | £ 200                 | £ 200              |
| Total         | £ 34.600              | £ 34.600           |

## Players Championships
| Nr. | Datum      | Turnier                                 | Austragungsort  | Sieger                | Ergebnis | Finalist              |
| --- | ---------- | --------------------------------------- | --------------- | --------------------- | -------- | --------------------- |
| 1   | 29.01.2011 | PDPA Players Championship Germany 1     | Halle (Westf.)  | Mervyn King           | 6 : 1    | Vincent van der Voort |
| 2   | 30.01.2011 | PDPA Players Championship Germany 2     | Halle (Westf.)  | Ronnie Baxter         | 6 : 4    | Toni Alcinas          |
| 3   | 19.02.2011 | PDPA Players Championship Derby 1       | Derby           | Jamie Caven           | 6 : 2    | Adrian Lewis          |
| 4   | 20.02.2011 | PDPA Players Championship Derby 2       | Derby           | John Part             | 6 : 0    | Mark Walsh            |
| 5   | 26.03.2011 | PDPA Players Championship Crawley 1     | Crawley         | Paul Nicholson        | 6 : 4    | Adrian Lewis          |
| 6   | 27.03.2011 | PDPA Players Championship Crawley 2     | Crawley         | Wes Newton            | 6 : 4    | Paul Nicholson        |
| 7   | 14.05.2011 | PDPA Players Championship Austria 1     | Wiener Neustadt | John Part             | 6 : 0    | Denis Ovens           |
| 8   | 15.05.2011 | PDPA Players Championship Austria 2     | Wiener Neustadt | Vincent van der Voort | 6 : 5    | Phil Taylor           |
| 9   | 21.05.2011 | PDPA Players Championship Crawley 3     | Crawley         | Gary Anderson         | 6 : 4    | Terry Jenkins         |
| 10  | 22.05.2011 | PDPA Players Championship Crawley 4     | Crawley         | Paul Nicholson        | 6 : 3    | Terry Jenkins         |
| 11  | 11.06.2011 | PDPA Players Championship Barnsley 1    | Barnsley        | Paul Nicholson        | 6 : 4    | Steve Brown           |
| 12  | 12.06.2011 | PDPA Players Championship Barnsley 2    | Barnsley        | Andy Smith            | 6 : 2    | Dave Chisnall         |
| 13  | 18.06.2011 | PDPA Players Championship Netherlands 1 | Nuland          | Gary Anderson         | 6 : 5    | Wes Newton            |
| 14  | 19.06.2011 | PDPA Players Championship Netherlands 2 | Nuland          | Gary Anderson         | 6 : 3    | Andy Smith            |
| 15  | 27.08.2011 | PDPA Players Championship Canada 1      | London          | John Part             | 6 : 4    | Wes Newton            |
| 16  | 28.08.2011 | PDPA Players Championship Canada 2      | London          | Ronnie Baxter         | 6 : 2    | Kevin Painter         |
| 17  | 03.09.2011 | PDPA Players Championship Derby 3       | Derby           | Raymond van Barneveld | 6 : 2    | John Part             |
| 18  | 04.09.2011 | PDPA Players Championship Derby 4       | Derby           | Gary Anderson         | 6 : 2    | Peter Wright          |
| 19  | 24.09.2011 | PDPA Players Championship Netherlands 3 | Nuland          | Gary Anderson         | 6 : 2    | Colin Lloyd           |
| 20  | 25.09.2011 | PDPA Players Championship Netherlands 4 | Nuland          | Richie Burnett        | 6 : 4    | Dave Chisnall         |
| 21  | 01.10.2011 | PDPA Players Championship Ireland 1     | Dublin          | Phil Taylor           | 6 : 3    | Michael van Gerwen    |
| 22  | 02.10.2011 | PDPA Players Championship Ireland 2     | Dublin          | Justin Pipe           | 6 : 5    | Phil Taylor           |
| 23  | 16.10.2011 | Killarney Pro Tour                      | Killarney       | Justin Pipe           | 6 : 5    | Gary Anderson         |
| 24  | 22.10.2011 | PDPA Players Championship Germany 3     | Gladbeck        | James Wade            | 6 : 3    | Justin Pipe           |
| 25  | 23.10.2011 | PDPA Players Championship Germany 4     | Gladbeck        | Colin Osborne         | 6 : 2    | James Richardson      |
| 26  | 29.10.2011 | PDPA Players Championship Spain 1       | Benidorm        | James Wade            | 6 : 2    | Raymond van Barneveld |
| 27  | 30.10.2011 | PDPA Players Championship Spain 2       | Benidorm        | Mervyn King           | 6 : 3    | Wes Newton            |
| 28  | 05.11.2011 | PDPA Players Championship Crawley 5     | Crawley         | Justin Pipe           | 6 : 4    | Vincent van der Voort |
| 29  | 06.11.2011 | PDPA Players Championship Crawley 6     | Crawley         | Dave Chisnall         | 6 : 4    | Justin Pipe           |
| 30  | 26.11.2011 | PDPA Players Championship Wigan 1       | Wigan           | Phil Taylor           | 6 : 1    | Ronnie Baxter         |
| 31  | 27.11.2011 | PDPA Players Championship Wigan 2       | Wigan           | Phil Taylor           | 6 : 4    | Justin Pipe           |

## UK Open Qualifiers
| Nr. | Datum      | Austragungsort | Sieger                | Ergebnis | Finalist              |
| --- | ---------- | -------------- | --------------------- | -------- | --------------------- |
| 1   | 26.02.2011 | Barnsley       | Steve Brown           | 6 : 3    | Ian White             |
| 2   | 27.02.2011 | Barnsley       | Michael Smith         | 6 : 5    | Dave Chisnall         |
| 3   | 12.03.2011 | Wigan          | Adrian Lewis          | 6 : 4    | Robert Thornton       |
| 4   | 15.03.2011 | Wigan          | Vincent van der Voort | 6 : 4    | Raymond van Barneveld |
| 5   | 16.04.2011 | Barnsley       | Gary Anderson         | 6 : 4    | Phil Taylor           |
| 6   | 17.04.2011 | Barnsley       | Phil Taylor           | 6 : 1    | Joe Cullen            |
| 7   | 30.04.2011 | Wigan          | Gary Anderson         | 6 : 2    | Phil Taylor           |
| 8   | 01.05.2011 | Wigan          | Phil Taylor           | 6 : 3    | Colin Osborne         |

## Secondary Tour Events

### PDC Youth Tour
| Nr. | Datum      | Austragungsort | Sieger             | Ergebnis | Finalist             |
| --- | ---------- | -------------- | ------------------ | -------- | -------------------- |
| 1   | 19.02.2011 | Derby          | Adam Hunt          | 4 : 2    | Josh Jones           |
| 2   | 26.02.2011 | Barnsley       | Shaun Griffiths    | 4 : 2    | Michael Smith        |
| 3   | 12.03.2011 | Wigan          | Ryan Harrington    | 4 : 2    | Steve Haggerty       |
| 4   | 26.03.2011 | Crawley        | Paul Barham        | 4 : 2    | Chris Aubrey         |
| 5   | 16.04.2011 | Barnsley       | Ricky Evans        | 4 : 1    | David Coyne          |
| 6   | 30.04.2011 | Wigan          | Michael van Gerwen | 4 : 0    | Ash Khayat           |
| 7   | 14.05.2011 | Wien           | Joe Cullen         | 4 : 2    | Paul Barham          |
| 8   | 21.05.2011 | Crawley        | Michael van Gerwen | 4 : 1    | Co Stompé Jr.        |
| 9   | 11.06.2011 | Barnsley       | Reece Robinson     | 4 : 0    | Shaun Griffiths      |
| 10  | 18.06.2011 | Nuland         | Joe Cullen         | 4 : 2    | Gino Vos             |
| 11  | 03.09.2011 | Derby          | Michael van Gerwen | 4 : 1    | Michael Smith        |
| 12  | 24.09.2011 | Nuland         | Paul Barham        | 4 : 3    | Willem Mandigers     |
| 13  | 01.10.2011 | Dublin         | Joe Cullen         | 4 : 3    | Michael Smith        |
| 14  | 15.10.2011 | Killarney      | Michael van Gerwen | 4 : 2    | Joe Cullen           |
| 15  | 22.10.2011 | Gladbeck       | Paul Barham        | 4 : 1    | Dirk van Duijvenbode |

### Non-UK Affiliate Tour

#### Dartplayers Australia (DPA) Pro Tour
| Nr. | Datum      | Sieger            | Ergebnis | Finalist       |
| --- | ---------- | ----------------- | -------- | -------------- |
| 1   | 22.01.2011 | Amel Galvez       | 6 : 4    | Steve Duke     |
| 2   | 23.01.2011 | Bill Aitken       | 6 : 2    | Anthony Fleet  |
| 3   | 05.02.2011 | Anthony Fleet     | 6 : 0    | John Weber     |
| 4   | 06.02.2011 | Anthony Fleet     | 6 : 3    | Brian Roach    |
| 5   | 19.02.2011 | Jeremy Fagg       | 6 : 5    | Rob Modra      |
| 6   | 20.02.2011 | Glen Jones        | 6 : 5    | Craig Gwynne   |
| 7   | 05.03.2011 | Anthony Fleet     | 6 : 4    | Sean Gibbs     |
| 8   | 06.03.2011 | David Platt       | 6 : 2    | Steve Duke Sr  |
| 9   | 19.03.2011 | Jerry Weyman      | 6 : 5    | Mick Parker    |
| 10  | 20.03.2011 | Barry Jouannet Jr | 6 : 4    | Anthony Fleet  |
| 11  | 02.04.2011 | Mick McCreedle    | 6 : 5    | Kyle Anderson  |
| 12  | 03.04.2011 | David Platt       | 6 : 5    | Anthony Fleet  |
| 13  | 16.04.2011 | Anthony Fleet     | 6 : 1    | Kevin Holland  |
| 14  | 17.04.2011 | Barry Jouannet Jr | 6 : 1    | Sean Reed      |
| 15  | 21.05.2011 | Wayne Clegg       | 6 : 2    | Sean Reed      |
| 16  | 22.05.2011 | Barry Jouannet Jr | 6 : 5    | Sean Reed      |
| 17  | 11.06.2011 | Phillip Hazel     | 6 : 5    | Marlou Saraba  |
| 18  | 12.06.2011 | Bill Aitken       | 6 : 5    | Sean Reed      |
| 19  | 25.06.2011 | Anthony Fleet     | 6 : 0    | Craig Atze     |
| 20  | 26.06.2011 | David Platt       | 6 : 5    | Alan Ritchie   |
| 21  | 16.07.2011 | Jeremy Fagg       | 6 : 4    | Barry Jouannet |
| 22  | 17.07.2011 | Mick McCreedle    | 6 : 1    | Barry Jouannet |
| 23  | 11.08.2011 | Phillip Hazel     | 6 : 3    | Geoff Kime     |
| 24  | 12.08.2011 | Rob Modra         | 6 : 4    | Warren Parry   |
| 25  | 13.08.2011 | Rob Modra         | 6 : 2    | Phillip Hazel  |
| 26  | 27.08.2011 | Phillip Hazel     | 6 : 5    | Wayne Clegg    |
| 27  | 28.10.2011 | Kyle Anderson     | 6 : 1    | Sean Reed      |
| 28  | 10.09.2011 | Sean Reed         | 6 : 3    | Russell Homer  |
| 29  | 11.09.2011 | Geoff Kime        | 6 : 1    | Robbie King    |

#### PDPA World Championship Qualifier
Das Event war ein Turnier für die direkte Qualifikation zur PDC-Weltmeisterschaft 2012. Der Sieger startete in der 1. Runde. Der Finalist erhielt einen Platz in der Vorrunde. Teilnehmen dürfen alle Spieler, die Associate Member sind, also Mitglieder der PDPA sind.
| Spiel | Datum      | Austragungsort | Sieger     | Ergebnis | Finalist   |
| ----- | ---------- | -------------- | ---------- | -------- | ---------- |
| 1     | 28.11.2011 | Wigan          | Arron Monk | 5 : 3    | Joe Cullen |

#### World Championship International Qualifier
Rund um die Welt fanden 13 Turniere statt, in denen man sich als Sieger einen Startplatz in der Vorrunde für die PDC-Weltmeisterschaft 2012 erspielen konnte.
| Datum      | Event                             | Sieger           | Ergebnis | Finalist            |
| ---------- | --------------------------------- | ---------------- | -------- | ------------------- |
| 01.10.2011 | Japan Qualifying Event            | Haruki Muramatsu | 6 : 5    | Sho Katsumi         |
| 01.10.2011 | South African Masters             | Devon Petersen   | ? : ?    | ???                 |
| 09.10.2011 | Tom Kirby Memorial Trophy         | Connie Finnan    | 6 : 4    | Shane O’Connor      |
| 15.10.2011 | Ladbrokes Irish Masters           | Mark Walsh       | 6 : 4    | Paul Nicholson      |
| 30.10.2011 | Oceanic Masters                   | Geoff Kime       | 9 : 7    | Barry Jouannet      |
| 05.11.2011 | South European Qualifying Event   | Oliver Ferenc    | 6 : 5    | Zdravko Antunović   |
| 05.11.2011 | Greater China Qualifying Event    | Scott MacKenzie  | 4 : 3    | Royden Lam          |
| 06.11.2011 | Philippines Qualifying Event      | Christian Perez  | ? : ?    | Bobong Gabiana      |
| 12.11.2011 | East European Qualifying Event    | Dietmar Burger   | 6 : 3    | Peter Martin        |
| 19.11.2011 | Finland Qualifying Event          | Petri Korte      | 3 : 0    | Sami Sanssi         |
| 20.11.2011 | Germany European Qualifying Event | Kevin Münch      | 10 : 8   | Bernd Roith         |
| 20.11.2011 | West European Qualifying Event    | José de Sousa    | 6 : 3    | Eduardo Sales Lopes |
| 20.11.2011 | Sweden Qualifying Event           | Dennis Nilsson   | ? : ?    | Per Ek              |
| 20.11.2011 | South Asian Qualifying Event      | Lee Choon Peng   | ? : ?    | ???                 |